# Nostalgia (Noemi)
Nostalgia è il settimo album in studio della cantante italiana Noemi, pubblicato il 28 febbraio 2025 dall'etichetta CBS.
L'album contiene il brano Se t'innamori muori, con cui la cantante ha gareggiato al 75º Festival di Sanremo, classificandosi al tredicesimo posto al termine della manifestazione.

## Antefatti e descrizione
Successivamente alla pubblicazione del sesto album in studio Metamorfosi nel 2021 e alla partecipazione a due Festival di Sanremo con i brani Glicine (2021) e Ti amo non lo so dire (2022), Noemi si è presa una pausa discografica. Nel 2024 ha pubblicato il singolo Non ho bisogno di te e annunciato di essere al lavoro per un nuovo progetto discografico.
Il progetto discografico, annunciato il 3 febbraio 2025 a pochi giorni dalla partecipazione della cantante al 75º Festival di Sanremo, si compone di nove tracce, di cui tre scritte dalla stessa cantante, con la collaborazione autoriale di Mahmood, Blanco, Giorgio Poi, Davide Simonetta, in arte d.whale, Dimartino ed Edwyn Roberts. L'album presenta tre collaborazioni con Neffa, Carl Brave e Tony Effe, quest'ultima reinterpretazione del brano Tutto il resto è noia di Franco Califano, quest'ultimo brano era stato interpretato da Noemi e Tony Effe il 14 febbraio nella quarta serata dedicata alle cover del 75º Festival di Sanremo. Il 2 maggio è stato pubblicato il singolo Non sono io, incluso nella riedizione digitale del disco e scritto da Alessandro La Cava e Riccardo Zanotti, che hanno anche collaborato alla composizione con Stefano Tognini, in arte Zef.

## Promozione

### Singoli
Il primo singolo estratto dall'album, Se t'innamori muori, è stato pubblicato il 12 febbraio 2025 in concomitanza alla partecipazione della cantautrice al 75º Festival di Sanremo.
Il 2 maggio 2025 è stato pubblicato il singolo Non sono io come primo estratto dalla riedizione digitale.

### Tournée
Per promuovere il disco, la cantante è stata impegnata in tour che l'ha vista esibirsi in vari festival musicali e nei club italiani ed europei, attraverso la tournée estiva dal titolo Nostalgia Summer tour 2025, svoltasi per undici date dal 14 luglio al 14 settembre da Mirano (VE) a Verona. Ad esso è seguito un tour nei teatri italiani dal titolo Nostalgia Indoor tour, svoltosi per dodici date dal 17 novembre al 20 dicembre da Firenze a Roma.

## Accoglienza
| Recensione       | Giudizio |
| ---------------- | -------- |
| Libera la Musica |          |
| Newsic           | 7/10     |
| Rockol           | 6,5/10   |

Mattia Marzi di Rockol riporta che la cantante abbraccia nuove sonorità, che «intrecciando il blues degli esordi con Briciole, il cantautorato contemporaneo e influenze elettroniche» trovandole ben riuscite con lo stile contemporary R&B dei brani scritti da Mahmood e Ginevra. Marzi definisce le tracce Notte inutile e La fine quelle in cui l'artista è più centrata, trovando inoltre la collaborazione con Carl Brave «dalle atmosfere decisamente meno sbarazzine dei tormentoni estivi» precedentemente pubblicati dal duo, mentre la collaborazione con Tony Effe «artisticamente un po' forzata».
Francesco Lo Torto di Vanity Fair Italia scrive che il sentimento della nostalgia, che da titolo all'album, sia per la cantante «terapeutica e consolatoria» definendola «un'opera sentimentale» in cui «miscela canzoni classiche, [...] , a tracce più moderne, che danno ospitalità anche a suoni elettronici». Il giornalista afferma inoltre che «il timbro ruvido e personale dell'artista è il mezzo perfetto per attraversare la vulnerabilità».

## Tracce
1. Se t'innamori muori – 3:10 (Alessandro Mahmoud, Riccardo Fabbriconi, Michele Zocca)
2. Tutto il resto è noia (feat. Tony Effe) – 2:21 (Franco Califano, Francesco Del Giudice, Enzo Campagnoli, Diego Vincenzo Vettraino) – traccia esclusiva della versione digitale
3. La fine – 2:18 (Francesco Catitti, Antonio Di Martino, Jacopo Angelo Èttore)
4. Nostalgia (feat. Neffa) – 3:04 (Taketo Gohara, Giovanni Pellino)
5. Centomila notti – 3:19 (Veronica Scopelliti, Ginevra Lubrano, Riccardo Schiara, Davide Simonetta, Davide Longhi, Maximilian Agostini)
6. Luna bugiarda – 3:08 (Stefano Marletta, Edwyn Clark Roberts, Michele Zocca)
7. Notte inutile – 2:57 (Veronica Scopelliti, Giorgio Poti, Pietro Paroletti)
8. Bosco verticale (feat. Carl Brave) – 3:12 (Veronica Scopelliti, Carlo Luigi Coraggio)
9. Parolaccia – 3:05 (Francesco Catitti, Davide Simonetta, Alessandro Raina, Paolo Antonacci)

Traccia bonus della riedizione digitale
1. Non sono io – 2:52 (testo: Alessandro La Cava, Riccardo Zanotti – musica: Alessandro La Cava, Riccardo Zanotti, Stefano Tognini)

## Classifiche
| Classifica (2025) | Posizione massima |
| ----------------- | ----------------- |
| Italia            | 7                 |